# NGC 150
NGC 150 (другие обозначения — ESO 410-19, MCG −5-2-18, UGCA 7, AM 0031-280, IRAS00317-2804, PGC 2052) — спиральная галактика с перемычкой (SBb) в созвездии Скульптор, которая находится на расстоянии около 68,4 миллионов световых лет (21 Мпк) от нас. Этот объект входит в число перечисленных в оригинальной редакции «Нового общего каталога».
Галактика NGC 150 входит в состав группы галактик NGC 134. Помимо NGC 150 в группу также входят NGC 115, NGC 131, NGC 134, IC 1555, NGC 148 и ESO 410-18.

## Характеристики
Галактика NGC 150 была открыта американским астрономом Льюисом Свифтом 20 ноября 1886 года. Впервые сфотографирована была Делайлом Стюартом в 1899 году. На небесном своде её можно наблюдать в северной части созвездия Скульптора, между звёздами α Скульптора и ι Скульптора. В 1990 году в галактике была зарегистрирована вспышка сверхновой SN 1990K. Она относится к типу II, т.е. произошла в результате сколлапсировавшего ядра массивной звезды.